# Współczynnik rozszerzenia
Współczynnik rozszerzenia (także: współczynnik pokrycia lub współczynnik objęcia) – współczynnik liczbowy, przez który należy pomnożyć złożoną niepewność standardową pomiaru uc(y) dla określenia szerokości przedziału wokół poprawionego wyniku pomiaru obejmującego mierzoną wartość z zadanym prawdopodobieństwem. Połowę szerokości tego przedziału nazywamy niepewnością rozszerzoną pomiaru i oznaczamy symbolem U. 
Współczynnik rozszerzenia zwykle oznaczamy małą literą k, przy czym:
{\displaystyle U=k\ u_{c}(y)}
Do celów szacowania niepewności całkowitej wyniku pomiaru używa się zawsze cząstkowych niepewności standardowych. Ponieważ świadectwo wzorcowania zawiera zwykle wyniki pomiarów podane z ich niepewnością rozszerzoną to musi ono podawać także współczynnik rozszerzenia użyty dla obliczenia danej niepewności rozszerzonej. Umożliwia to przeliczenie niepewności rozszerzonej na niepewność standardową:
{\displaystyle u_{c}(y)={\frac {U}{k}}}
Przy wyborze wartości współczynnika rozszerzenia należy się kierować maksymalizacją prawdopodobieństwa objęcia lub wymaganego poziomu ufności przedziału. 
W praktyce metrologicznej współczynnik rozszerzenia k przyjmuje wartości od ok. 1,65 (stosowany zwykle w przypadku, gdy nie obserwujemy rozrzutu wyniku pomiaru, a rozkład wyników ma charakter rozkładu prostokątnego), poprzez najczęściej spotykaną wartość k=2 (ściśle rzecz biorąc jest to zaokrąglenie wartości k=1,96, gdy decydującym czynnikiem niepewności jest rozrzut wyników pomiarów) aż do wartości k=3.
Metodykę wyznaczania współczynnika rozszerzenia dla najczęściej spotykanego w praktyce przypadku rozkładu będącego splotem rozkładu normalnego i prostokątnego podaje Paweł Fotowicz. 